# NGC 1002
NGC 1002 este o galaxie spirală situată în constelația Triunghiul. A fost descoperită în 13 decembrie 1871 de către Édouard Stephan⁠(d). Se află la o distanță de 63,97 de megaparseci de Pământ.